# Ormone di rilascio delle gonadotropine
L'ormone di rilascio delle gonadotropine o GnRH, acronimo di Gonadotropin Releasing Hormone, è una gonadoliberina, ossia un ormone peptidico di origine ipotalamica che induce il rilascio di gonadotropine (FSH e LH) dall'ipofisi anteriore (adenoipofisi). La sua produzione è inibita dalla prolattina. È anche conosciuto come LHRH, nome che deriva dalle prime ricerche che avevano evidenziato la sua attività per il rilascio di LH ipofisario. In seguito alla scoperta della sua attività anche sul rilascio di FSH, il nome fu cambiato nella forma attuale, più corretta.
A parte un picco in età prenatale e uno minore subito dopo la nascita (di spiegazione non chiara), la secrezione di GnRH rimane regolata su valori bassi fino all'avvento della pubertà (tra gli 8 e i 13 anni nelle femmine; tra i 9 e i 14 anni nei maschi). La spiegazione della ripresa della secrezione di gonadoliberina, fattore scatenante per lo sviluppo puberale del corpo, è dubbia. Due sono le ipotesi più accreditate:
1. la precoce degenerazione dalla ghiandola pineale (epifisi) porterebbe alla progressiva diminuzione della secrezione di melatonina, ormone che sembra avere un'azione inibitoria sui nuclei ipotalamici che producono e secernono GnRH. Venuta meno tale inibizione, l'ipotalamo inizierebbe a produrre gonadoliberina proprio in età puberale.
2. Possibile legame tra il peso corporeo e l'età: un troppo basso peso, tramite meccanismi che coinvolgerebbero le leptine, potrebbe inibire l'avvento della pubertà. A supporto di quest'ipotesi sta l'osservazione che pazienti che soffrono di anoressia nervosa hanno anche problemi di amenorrea.

Le leptine, infatti, stimolano la sintesi di aromatasi, un enzima presente soprattutto a livello gonadico in grado di trasformare il testosterone in estradiolo tale da stimolare la maturità puberale. Tale evento è associato al raggiungimento di un "peso critico", cui contribuisce la massa grassa quanto la magra: è la massa grassa, e dunque il tessuto adiposo, a produrre leptina, che, superando la barriera emato-encefalica, "informa" l'ipotalamo delle riserve energetiche in possesso dell'organismo diminuendo il senso della fame, aumentando la spesa energetica, la forza di trasmissione sinaptica con potenziamento della memoria a lungo termine e alla stimolazione dell'asse ipotalamo-ipofisi-gonadi, sia nei maschi che nelle femmine.
Una condizione patologica, il diabete, provoca deficit dei trasportatori di leptine a livello della barriera emato-encefalica, con diminuzione della sua concentrazione nella regione dell'ippocampo tale da determinare deficit cognitivi.